# 7436 Куроїва
7436 Куроїва (7436 Kuroiwa) — астероїд головного поясу, відкритий 8 лютого 1994 року.
Тіссеранів параметр щодо Юпітера — 3,636.